# Tom Mandrake
Tom Mandrake, né le 26 mai 1956 est un dessinateur de comics américain.

## Biographie
Tom Mandrake naît le 26 mai 1956. Après ses études d'art, d'abord à la puis à la Cooper School, située à Cleveland dans l'Ohio puis Joe Kubert School of Cartoon and Graphic Art, il travaille pour le magazine Modern Drummers tout en cherchant à dessiner des comics. C'est à l'école de Joe Kubert qu'il rencontre la dessinatrice Jan Duursema qu'il épouse peu après. DC Comics lui propose quelques petits travaux (dessins ou encrage de décors) avant de lui demander de réaliser deux épisodes de New Talent Showcase. Il est ensuite engagé par Marvel Comics comme assistant de Sal Buscema sur les Nouveaux Mutants. Il revient ensuite chez DC Comics où il dessine des épisodes de Batman ce qui lui permet de rencontrer John Ostrander avec qui il collabore sur de nombreuses autres séries comme The Spectre ou Grimjack publié par  First Comics. Chez DC on retrouve son nom sur de nombreuses séries : Firestorm, the Kents, Martian Manhunter, Swamp Thing, Wonder Woman, etc. Il s'est aussi occupé de séries pour Marvel Comics comme Weapon X ou Dr. Strange. Enfin, il crée avec le scénariste Dan Mishkin, sa propre série, intitulée Creeps, éditée par Image Comics.